# Valea Rumâneștilor, Argeș
Valea Rumâneștilor este o localitate componentă a municipiului Câmpulung din județul Argeș, Muntenia, România.